# Abu Makki
Abu Makki (tiếng Ả Rập: أبو مكي) là một ngôi làng Syria nằm ở Maarrat al-Nu'man Nahiyah ở huyện Maarrat al-Nu'man, Idlib. Theo Cục Thống kê Trung ương Syria (CBS), Abu Makki có dân số 2455 trong cuộc điều tra dân số năm 2004.